# Petrosia ficiformis
Petrosia ficiformis é uma espécie de esponja da família Petrosiidae de cor branca, roxa ou castanha que vive nos fundos infra e circalitorais e grutas submarinas. Essa espécie apresenta uma forma alongada ou arredondada, digitiforme ou esférica. As formas e a cores dessa espécie são variadas, conforme as condições ambientais em que vivem. Podem formar massas de grandes dimensões. Essa espécie pode chegar acima de 10 cm de comprimento.